# Tatoeba
Tatoeba.org（日本語の「例えば」に由来）は、外国語学習者向けの例文を掲載しているオンライン共同データベースである。Tatoebaでは、一文丸ごとの翻訳に徹している点で、一般的な辞書とは異なる。Tatoebaのデータベースでは、起点言語と目標言語の関係は1対多を採用している。掲載されている翻訳は、起点言語から直接翻訳したものと、中間言語を挟んだ間接翻訳があり、これらは色で識別できる。

## 目的
Tatoebaプロジェクトの目的は、言語学習用アプリケーションを開発する人が利用できる、例文とその翻訳のデータベースを作ることである。これは、このプロジェクトでデータを作り、プログラマはアプリケーションのコーディングだけに注力できることを意味する。
Tatoebaプロジェクトで集積されたデータ群は、フリーライセンスのクリエイティブ・コモンズ・ライセンス 表示 2.0 フランス (CC BY 2.0 fr) で利用できる。

## コンテンツ
2017年5月時点で、Tatoebaコーパスは322言語・570万件に達している。そのうち、上位21位までの言語が9割を占めている。また、84の言語で1000件以上の翻訳データを有する。10万件以上の翻訳データを有するのは13の言語である。インターフェースは25言語に対応している。
Tatoebaは、2017年現在、15万件の英和対訳文を収録した田中コーパスのホームページとなっており、最新版はTatoebaで公開されている。田中コーパスは日本の大学生により翻訳されており、2008年10月までの翻訳データはパブリックドメインで提供されていた。

## 沿革
Tatoebaは、Trang Ho によって、2006年に開設された。開設当時は、“Tang's Dictionary Project”という名前であり、SourceForge.netで運用されていた。また、「ウィキペディアの形式です。但しユーザーが追加するのは記事ではなく、文です。 (Wikipedia type of thing, except people add sentences, not articles.)」という宣伝文句が掲載されていた。古くはパブリックドメインだったが、2009年12月に現行のCC BYライセンスへと移行した。

## 援助
2010年12月に、Mozilla Drumbeatから補助金を受け取っている。また、Tatoebaのインフラストラクチャーに関する業務の内いくらかが、Google Summer of Codeの協賛を得ている。

## 註釈
1. ↑  例えば、“I love you.”に対する日本語訳として、「愛してる。」のみならず、「大好き。」「君が好きだ。」など、複数の翻訳例が掲載される。